# シュランゲン
シュランゲン (ドイツ語: Schlangen,  Schlangen) は、ドイツ連邦共和国ノルトライン＝ヴェストファーレン州オストヴェストファーレン＝リッペ地方（デトモルト行政管区）のリッペ郡に属す町村（以下、本項では便宜上「町」と記述する）である。この町はトイトブルクの森/エッゲ山地自然公園内、ゼンネ地域に位置している。ゼンネ軍事演習場が町域の多くを占めている。この町の住民は「シュレンガー」と呼ばれる。

## 地理

### 位置

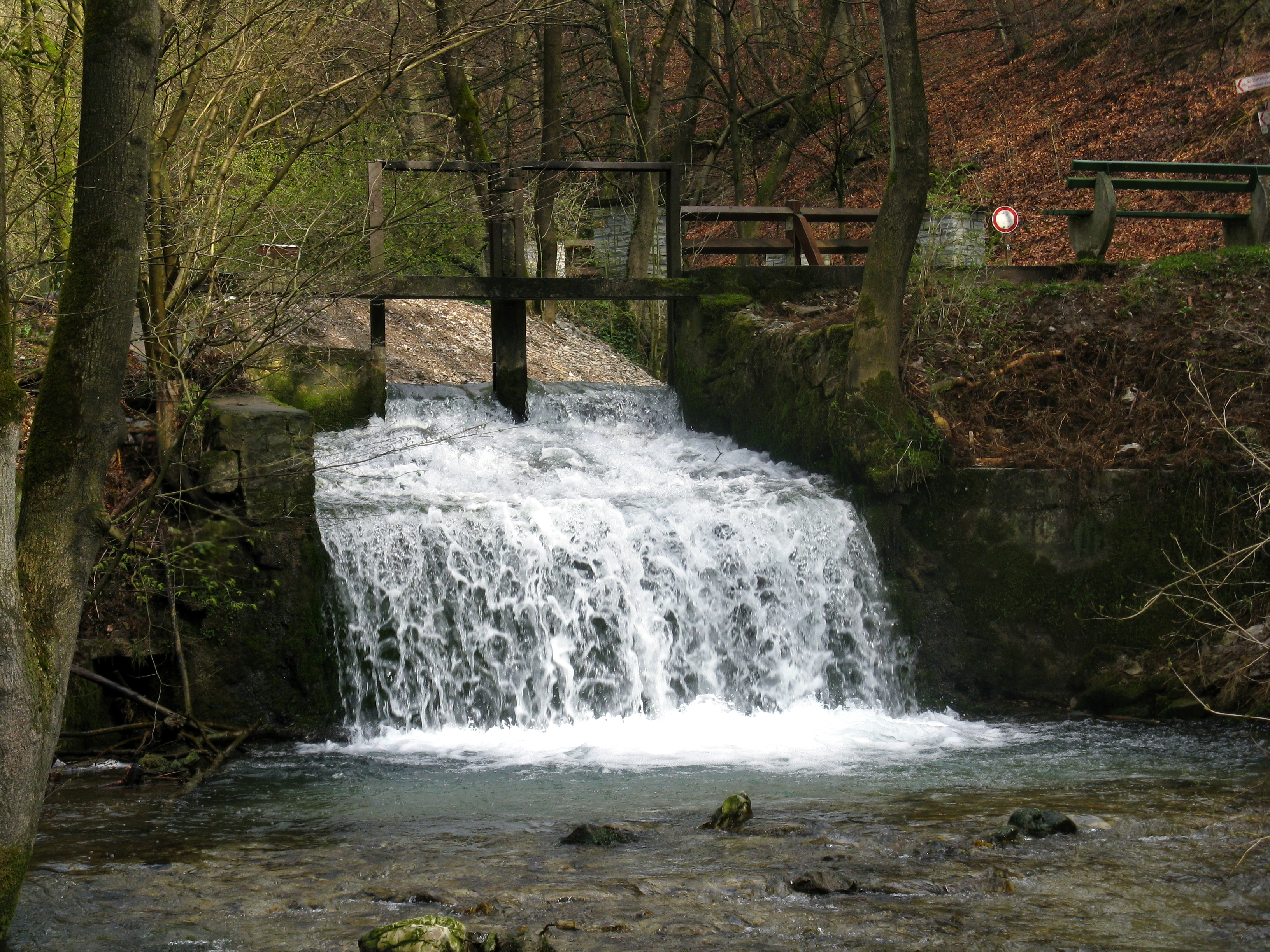
コールシュテット地区を流れるシュトローテ川

この町は、ノルトライン＝ヴェストファーレン州北東部、デトモルトの南約16 kmのゼンネ辺縁部に位置し、トイトブルクの森の南斜面から山の高地にまで広がっている。町域は、ヘルヴェーク沃野の北東支脈とヴェストフェーリシェ盆地の一部にあたる。シュランゲンはアウグストドルフとともにトイトブルクの森の南側に位置するリッペ郡で2つだけの自治体の1つである。町域の他の部分はハイデ（荒れ地）や砂地である。
シュランゲン地区とエスターホルツ＝ハウステンベック地区は、2.5 km のかつての主要道フュルステンアレーで結ばれている。この通りはリッペ郡で唯一の4列の並木道であり、数世紀を経た建造物は特に見応えがある。この通りはさらにデトモルトに通じるガウゼケーテの山越え道方面に伸びている。シュランゲンと南に位置するバート・リップスプリンゲの住宅地は、ほとんど移行部がなく一体化している。町域の多くは、ゼンネ軍事演習場となっている。
特筆すべき河川は、町内ではシュトルテ川と呼ばれるトゥーネ川、ハウステンバッハ川、ローテ・バッハ川、シュレンガー・バッハ川である。町内の全ての河川はリッペ川を経由して、ライン川に注ぐ。
町内の最高地点は、海抜 433 m のホーレシュタイン山頂、最低地点は軍事演習場内の海抜 138 m の地点である。

### 地質学

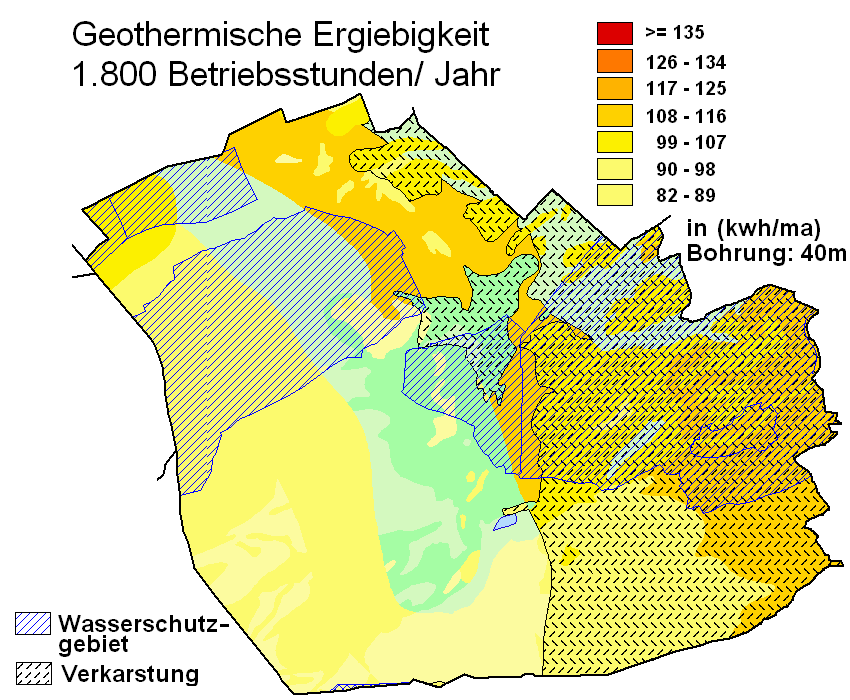
シュランゲンの地熱分布図

ヴェストフェーリシェ盆地の東端に属すエッゲ山地の西前山部は、白亜紀後期の泥灰岩や石灰岩で形成されている。約 550 m の厚さがある心土は、地質年代の進行に従って隆起し、西に向かう軽い勾配を形成した。その結果、カルスト化が起こり、漏斗状陥没や空洞形成が起こった。
三畳紀や、希にあるジュラ紀および古生代の岩は、より深い岩盤中に存在している。ゼンネでは、広い平地が氷期の礫、砂、ティル、黄土で覆われている。
町域内の上水供給には、一部がカルスト化した白亜紀後期の石灰岩が重要な役割を担っている。ゼンネの砂や礫も上水を得るために役立っている。
氷期に形成された砂や礫は建設用土砂、コンクリート砂、時には鋳型用の砂として採掘されている。
町域西部のゼンネの砂は栄養価が大変に乏しく、水はけが極めて良い。ここには分厚いポドゾルが広がっている。しばしば腐葉土や鉄分がこの下層に入り込む形で、この地域の土壌が形成されている。耕作して形成された畑は希である。「グライ」（またはクライ）と呼ばれる粘土質の肥えた土壌も希であり、川沿いの狭い範囲に細長く存在するだけである。町域の東部ではエッゲ山地の炭酸岩に深くまで達する亜褐色土や褐色土が積もっている。これは氷期の時代から堆積した黄土によってできている。黄土が堆積しなかった場所や、後に浸食された場所は、平らで石の混じった粘土質のロームからなるレンジナを形成している。
土地の利用法は、その土地のプロファイルに大きく依存している。平地部分は主に緑地や耕作地に利用されており、傾斜地では人里離れた場所でも広葉樹比率の高い森で林業が営まれている。
シュランゲンは、その多くの土地が地熱ゾンデによる地熱源や熱ポンプによる地熱利用に関して不適または利用に制限がある。その適性は主要な住宅地で特に劣っている。これに対して高地では適性が高い（右図参照）。

### 町域の広がりと土地利用
「グローセ・ラントゲマインデ」（直訳すると「大きな田舎町」）に分類されるこの町の面積は、75.98 km2 である。東西の最大幅は約 12 km、南北は約 9.5 km である。トイトブルクの森を擁していることで、シュランゲンの森林比率はノルトライン=ヴェストファーレン州の平均値の2倍に及ぶ。また、町域に占めるゼンネの割合が大きいことから、「その他の用途」の土地比率が同様に高い値となっている。
| 土地用途別面積 | 農業用地 | 森林用地 | 宅地、空き地 産業用地 | 交通用地 | 水域  | スポーツ用地 緑地 | その他 |
| -------------- | -------- | -------- | --------------------- | -------- | ----- | ----------------- | ------ |
| 面積 (km2      | 20.58    | 39.45    | 3.28                  | 3.58     | 0.23  | 0.46              | 8.39   |
| 占有率         | 27.1 %   | 51.9 %   | 4.3 %                 | 4.7 %    | 0.3 % | 0.6 %             | 11.0 % |

### 隣接する市町村
シュランゲンは、北西から時計回りに、リッペ郡のアウグストドルフ、デトモルト、ホルン＝バート・マインベルク、パーダーボルン郡のアルテンベーケン、リップシュプリンゲ、ヘーフェルホーフ、ギュータースロー郡のシュロス・ホルテ＝シュトゥーケンブロックと境を接している。

### 自治体の構成
シュランゲンは、シュランゲン地区、コールシュテット地区、エスターホルツ＝ハウステンベック地区の3つの地区で構成されている。
| 地区                             | 地区                   |  |
| -------------------------------- | ---------------------- |  |
| コールシュテット                 | Kohlstädt              |  |
| エスターホルツ＝ハウステンベック | Oesterholz-Haustenbeck |  |
| シュランゲン                     | Schlangen              |  |

### 気候
シュランゲンの気象データは利用できないので、約 4 km 南に位置し、わずかに高度が低いバート・リップスプリンゲのデータを以下に示した。
シュランゲンは、温暖な中央ヨーロッパ気候区に属し、亜大西洋海洋性の地域に位置している。冬は大西洋の影響下でおおむね穏やかで、夏は暑い。年間平均気温は約 8.5 – 9 ℃である。
亜大西洋海洋性のため、一年を通してほぼ均等に降水がある湿潤な気候である。シュラーゲンの南に位置するバート・リップスプリンゲの測候所における長期間の年間降水量平均値は、867 mm である。
| バート・リップシュプリンゲの気候 | バート・リップシュプリンゲの気候 | バート・リップシュプリンゲの気候 | バート・リップシュプリンゲの気候 | バート・リップシュプリンゲの気候 | バート・リップシュプリンゲの気候 | バート・リップシュプリンゲの気候 | バート・リップシュプリンゲの気候 | バート・リップシュプリンゲの気候 | バート・リップシュプリンゲの気候 | バート・リップシュプリンゲの気候 | バート・リップシュプリンゲの気候 | バート・リップシュプリンゲの気候 | バート・リップシュプリンゲの気候 |
| 月                               | 1月                              | 2月                              | 3月                              | 4月                              | 5月                              | 6月                              | 7月                              | 8月                              | 9月                              | 10月                             | 11月                             | 12月                             | 年                               |
| -------------------------------- | -------------------------------- | -------------------------------- | -------------------------------- | -------------------------------- | -------------------------------- | -------------------------------- | -------------------------------- | -------------------------------- | -------------------------------- | -------------------------------- | -------------------------------- | -------------------------------- | -------------------------------- |
| 日平均気温 °C （°F）             | 0.9 (33.6)                       | 1.6 (34.9)                       | 4.3 (39.7)                       | 7.9 (46.2)                       | 12.4 (54.3)                      | 15.3 (59.5)                      | 16.8 (62.2)                      | 16.7 (62.1)                      | 13.8 (56.8)                      | 10.1 (50.2)                      | 5.2 (41.4)                       | 2.3 (36.1)                       | 8.9 (48)                         |
| 降水量 mm （inch）               | 79.6 (3.134)                     | 55.4 (2.181)                     | 70.5 (2.776)                     | 66.6 (2.622)                     | 78.2 (3.079)                     | 89.7 (3.531)                     | 88.6 (3.488)                     | 82.9 (3.264)                     | 70.4 (2.772)                     | 59.5 (2.343)                     | 79.4 (3.126)                     | 92.8 (3.654)                     | 913.6 (35.969)                   |
| 平均月間日照時間                 | 43.7                             | 73.3                             | 103.4                            | 147.6                            | 195.2                            | 187.0                            | 183.2                            | 183.8                            | 130.4                            | 108.0                            | 51.9                             | 38.3                             | 1,445.8                          |
| 出典：ドイツ気象庁               |                                  |                                  |                                  |                                  |                                  |                                  |                                  |                                  |                                  |                                  |                                  |                                  |                                  |

## 歴史

### 古代と最初の記述
多くの出土品が、シュラーゲン周辺には新石器時代に定住がなされたことを示している。青銅器時代からは、リッペ地方の境界付近にあたるシュトローエタールに芝の墳丘墓群が形成された。現在の改革派教会の場所から聖キリアンを守護聖人とする9世紀の基礎建築が発掘されたことは、この時代にはすでにシュランゲンが建設されていたことを示している。この古いロマネスク教会は、古い街道の交差点に面していた。シュラーゲンは、コールシュテットやエスターホルツ＝ハウステンベックとともにパーダーボルン司教マインヴェルクの伝記に登場する。修道女オーダ・ツー・ゲゼークが、Lanchel（シュランゲン）、Astanholte（エスターホルツ）、Colstidi（コールシュテット）の相続した土地をパーダーボルンの教会に寄贈したというものである。

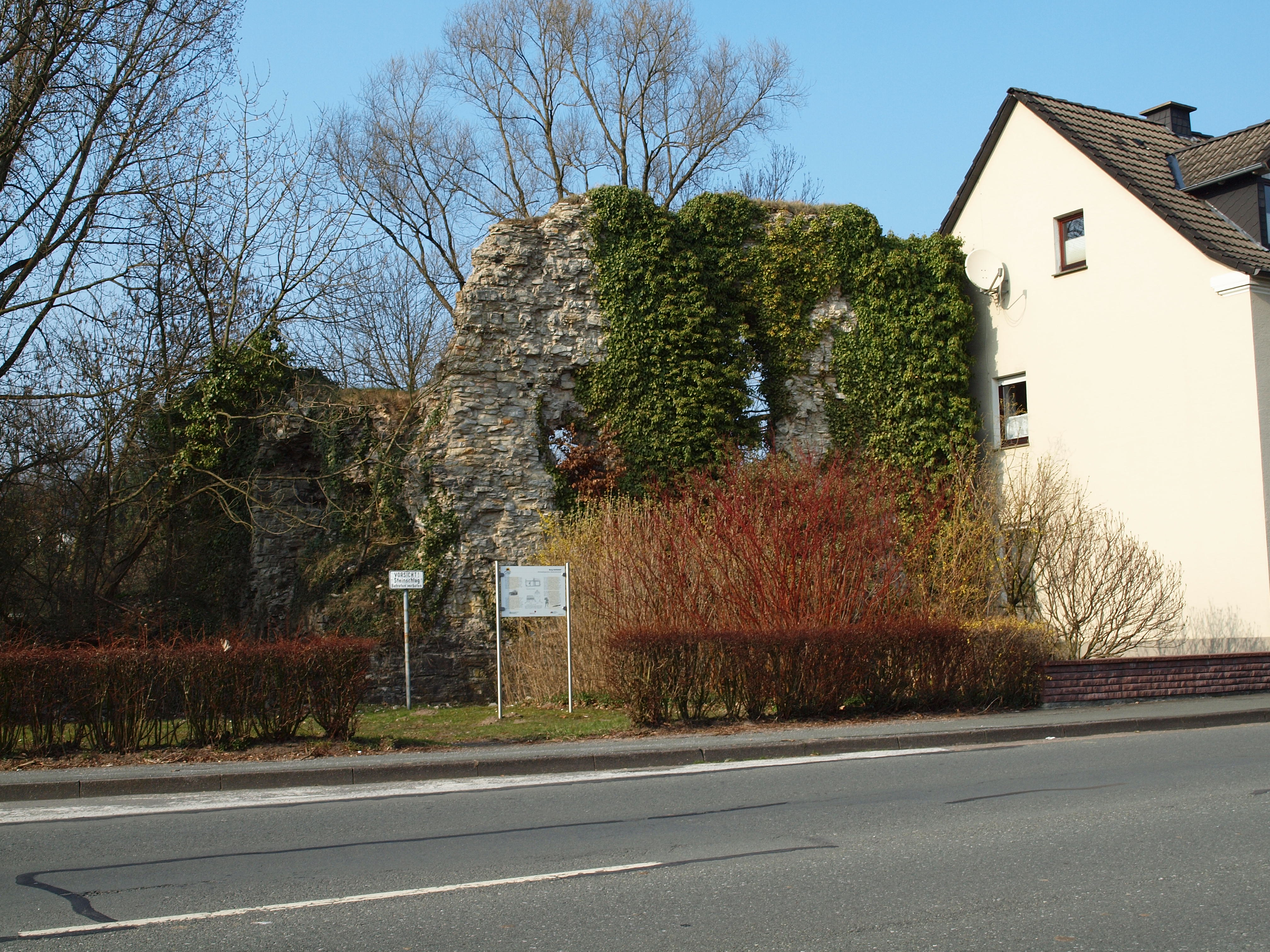
シュヴァーレンベルク伯が建造したと推定されるコールシュテット城趾

フェーデで特徴付けられる中世後期のシュランゲン周辺地域の土地所有者は明らかでない。地元の農民たちは、パーダーボルン司教と聖堂参事会へも納税が義務づけられていた。コルヴァイ修道院、ブースドルフ修道院、ゴーキルヒェン修道院、ノイエンヘールゼ修道院、ハルデハウゼン修道院も時折古文書に登場する。この他にシュヴァーレンベルク伯、リッペ家、その他の世俗領主にも税を支払う必要があった。

### 宗教改革
シュランゲンは、単に重要な街道沿いに位置していただけでなく、リッペ伯領とパーダーボルン司教領との領邦国境にあたっていた。リップシュプリンゲに近い国境沿いの古い集会場で、リッペ伯の使者とパーダーボルン司教の使者が国境紛争に関する協議を繰り返した（リップシュプリンゲの和議）。1558年のシュランゲン条約でベルンハルト8世伯はパーダーボルン司教からピルモント＝シュピーゲルベルク伯領をレーエンとして授けられた。しかしその代償として、プロテスタントのリッペ伯領における宗教上の重要な諸権利をカトリックの司教に譲渡しなければならなかった。「宗教的熱狂が支配した時代に領主は、自分の国ではカトリック系住民に対する寛容を示した。協定に基づき、旧教徒の誰一人として、その信仰を理由に弾圧されたり圧力をかけられたりしなかった。修道院や宗教団体は、最後の信者が亡くなるまで存続していた。パーダーボルンに対する納税義務に対して拘束力があれば、この条約はその後の規範となったであろう。」17世紀初めのパーダーボルンでの対抗宗教改革の際には、多くのプロテスタント信者がシュランゲンの教会に避難した。司教によって派遣されたイエズス会士は痩せた耕地を嘆き、シュランゲン沼を呪った。

### 戦争の時代
活発な街道沿いという無防備な場所に位置しているため、三十年戦争の時代のシュランゲン住民は甚大な被害を受けた。1622年にクリスティアン・フォン・ブラウンシュヴァイクがシュランゲンとリップシュプリンゲを占領した。1634年には、村の 7軒の家屋が暴徒化した兵士によって焼き払われた。1646年、この村はハンス・クリストフ・フォン・ケーニヒスマルクが率いるスウェーデンとヴァイマルの軍勢に襲われた。これにより、シュランゲンとコールシュテットは長らく廃村となった。生き延びた農民たちは、わずかに残った家畜とともに森の中に逃げ込んだ。戦争の犠牲にならなかった人々も、重度の天然痘、ペスト、チフスによって命を落とした。
1648年の終戦後、放棄された農場や廃屋にわずかな人が住むだけであった。4年後にもシュランゲンには約 30軒の空き家があった。七年戦争でも、シュランゲンは両軍勢の交戦地域に再びなった。シュランゲンとリップシュプリンゲとの間のデーディングハウゼンの荒れ地に数千の兵士が宿営した。周辺住民は食料の提供だけでなく、輸送業務や土木工事の手伝いも要求された。

### 農奴の解放と羊飼い戦争
1808年にリッペ侯妃パウリーネ (リッペ侯妃)は農村の農奴制を廃止した。勤勉と倹約によってシュランゲンの土地所有者は富を蓄えていった。彼らは1830年代から40年代にリップシュプリンゲに隣接する場所に大きな農場を獲得した。リップシュプリンゲ全耕地の耕地整理（1846年 - 1852年）によってシュランゲンの教会はリップシュプリンゲ側に大きく移動した。ただしこの新しい自由はすべての住民に与えられたものではなかった。リッペの三級選挙法（納税額によって有権者を3つの階級に分けた制度）は1918年になってやっと撤廃された。土地所有者が共同で利用していた「ゲマインハイト」と呼ばれる放牧地は、約700頭の羊用であった。しかし、羊の飼育は裕福な農民にとって儲かる仕事であり、シュランゲンには 1,200頭の羊がいた。このため他の家畜のための草地はなくなっていた。だが、小規模な農家にとって 1頭か 2頭の雌牛を飼うことは、羊を飼うことよりも重要であった。このため 1818年の秋にフーデ全参加者の集会ですべての羊を手放すことを過半数をもって議決した。羊の所有者は拒否したが、アムト・ホルン（役所）は古い規則に基づいて決定するよう指示した。この係争はエスカレートし、パウリーネ侯妃がクリュッケ少尉と 40人の兵士にそれぞれ 5発の実弾を持ってシュランゲンに派遣し、ここに駐留させる誘因となった。この結果、シュランゲン住民は兵士に食料を提供しなければならないばかりか、駐留費用や賠償金を支払わなければならなかった。この事件は、「羊飼い戦争」という名でシュランゲンの歴史に組み込まれている。

### 遍歴職人と大火災

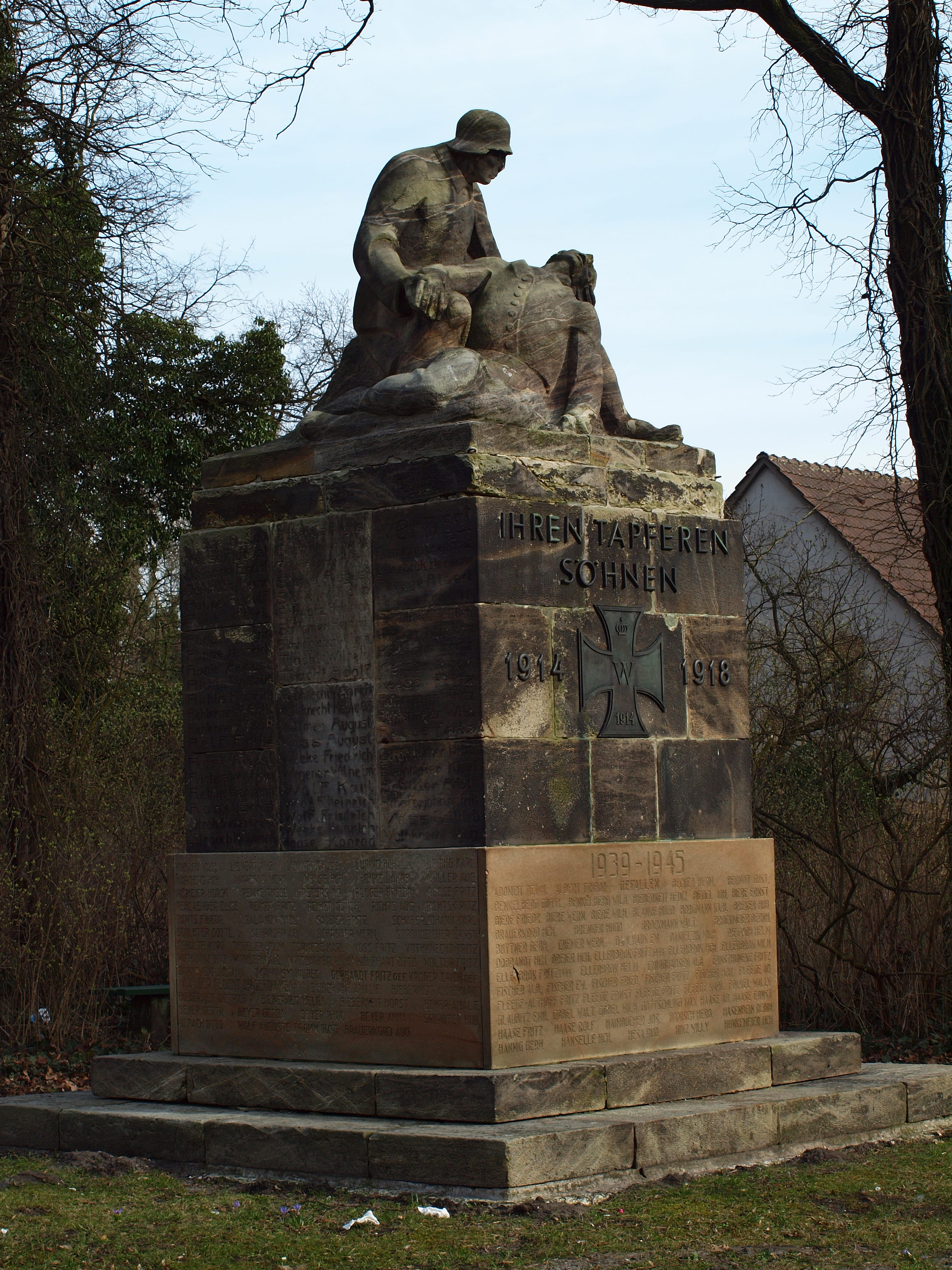
シュランゲンの両世界大戦戦没者記念碑

シュランゲン住民の多くは、1850年頃に家内産業の機織りの衰退に直面した。その後リッペの経済状況は増加した人口を支えられなくなり、男性の 1/3 が職場を去らねばならなくなった。多くの人々がリッペの外で仕事を探すことを余儀なくされた。彼らは、出稼ぎレンガ工、あるいは後には壁造り職人として、大都市やルール地方で家族のための生活費を稼いだ。晩秋に出稼ぎから戻ると、皆でシュレンガー・マルクト（市場）を開催した。その後、時代とともに、鍛冶、車大工、大工、粉挽き、仕立屋、靴屋、炭焼き、ガラス職人といった手工業が現れた。。
1904年8月18日、シュランゲンは猛烈な火災に襲われ、80軒が全焼し、11軒が損傷を被った。この火災による被害は、リッペのみならず広くから援助がなされた。早くも数年後には火災の惨状から立ち直ることができた。水道はまだなかったので、水はバケツやその他の容器を使って運搬する必要があった。1927年にシュランゲンに水道網が整備され、1971年から1972年にはゼンネの地下水を汲み上げるためのボーリングが行われた。
1912年3月31日にPESAGは路面電車のバート・リップシュプリンゲ - シュランゲン – コールシュテット – ホルン線を開通させた。この路線は1920年からデトモルトまで延長された。1953年3月17日、ホルン – シュランゲン間の最後の路面電車が運行され、1959年にはシュランゲン – パーダーボルン中央駅間の路線が廃止された。

### ゼンネ軍事演習場
現在の軍事演習場は、1892年にシュランゲンの西に位置するパーダーボルン兵舎およびノイハウス兵舎の騎兵演習場として整備され、1938年に約 42 km2 に拡張された。さらに1939年には旧ハウステンベック村が接収された。1937年から1939年までにハウスベックの住民は移住させられた。その多くは、ホルン＝バート・マインベルクのモールラーゲ住宅地を新たな居住地とした。この軍事演習場は2014年現在 116 km2 の広さがあり、パーダーボルンに駐留するイギリス軍がNATOの軍規定に従って運用している。

### 終戦、戦後、自治体再編
1945年4月4日、アメリカ軍部隊が国道1号線を通ってバート・リップシュプリンゲに到達し、ホルン近郊のトイトブルクの森を横断しようとした。この部隊はバート・リップシュプリンゲを、その直後にはシュランゲンを戦闘することなく占領した。その後アメリカ軍第83歩兵師団は分かれて進軍した。第1部隊がガウゼケーテ（峠道の名称）を通ってトイトブルクの森に入り、第2部隊が国道1号線でホルン方面に山地を横断し、第3部隊がフェルトロムやレオポルツタールを通って山地を抜けた。アメリカ軍部隊は1945年4月4日の夕方にはトイトブルクの森全域を勢力下に治めた。これによりシュランゲンの住民にとっての第二次世界大戦は終結した。早くも数日後にアメリカ軍は撤収し、イギリス軍がその指揮権を引き継ぎ、シュランゲン近郊にゼンネ陣地を設営した。
1970年にノルトライン=ヴェストファーレン州の自治体再編が発効し、シュランゲン、コールシュテット、エスターホルツ＝ハウステンベックは、新たな自治体シュランゲンとして合併した。しかしわずか4年後のパーダーボルン司教区地域の再編によって、シュランゲンはリップシュプリンゲ市に編入され、リッペから分離されることになった。シュランゲン住民はこれを阻止することに成功し、この町は自治体としての独立を保ったままリッペ郡に属している。

### 町村合併
1939年に、それまでのハウステンベックが軍事演習場の各町に伴い廃止され、その村域は隣接するエスターホルツ（エスターホルツ＝ハウステンベック）に組み込まれた。
1969年12月2日付けのデトモルト郡の再編条例§4によれば、1970年1月1日にそれまでの自治体シュランゲン、コールシュテット、エスターホルツ＝ハウステンベックは新たな町村として合併するとされている。この新町村はシュランゲンの名前を引き継いだ。1975年1月1日にバート・リップシュプリンゲから 2 ha の土地と 36人の住民が編入された。

## 住民

### 宗教

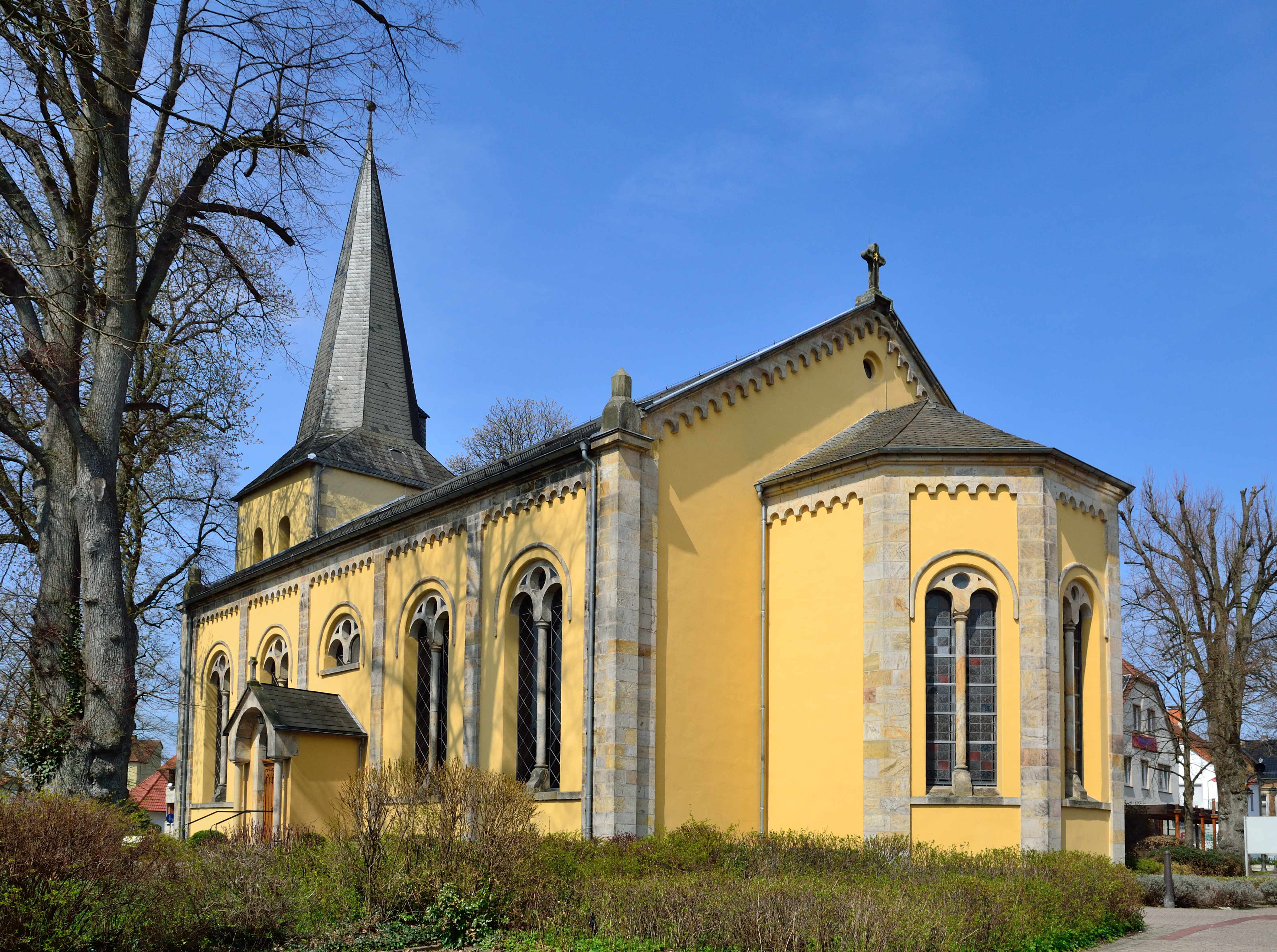
シュランゲンの福音主義教会

住民の多くは福音主義信者で、改革派教会を中心とするリッペ地方教会に属している。東西2つの牧師区からなるシュランゲン福音主義改革派教会は町内全域を含んでおり、地方教会のクラス・ブロムベルクに属す。
カトリック住民は少数派である。カトリックの聖マリエン・シュランゲン小教区は、パーダーボルン大司教区パーダーボルン首席司祭区のバート・リップシュプリンゲ＝シュランゲン司牧連合の一部である。
現在の宗教分布を知る手がかりの一つが、学生に対する所属宗教団体の調査である。ノルトライン＝ヴェストファーレン州情報・技術局の2004年の調査によれば、学生の約 51.4 % が福音主義、23.4 % がカトリック、2.3 % がイスラム教に所属した。16.3 % がその他の宗教団体に所属し、無宗教は 6.6 % であった。
シュランゲンにはこの他に多くの自由キリスト教会がある。たとえば、セブンスデー・アドベンチスト教会、エヴァンゲリウムス＝キリスト教会、エホバの証人が固有の施設を有して活動している。

### 墓地
シュランゲン、エスターホルツ、ハウステンベック（廃村）、コールシュテットの各地区にキリスト教徒の墓地がある。さらにシュランゲンにはユダヤ人墓地と、両大戦の戦没者のための名誉林がある。

### 人口推移
以下の表に、1975年以降の各時点におけるシュランゲンの町域における人口を示す。1975年以降の数値は、ノルトライン＝ヴェストファーレン州情報・技術局統計部の公的推定値、1987年の値は国勢調査の結果、1990年以降の値は1987年の調査結果に基づく推定値である。2014年1月1日のシュランゲン町の人口は 9,029人で、このうち 5,925人がシュランゲン地区自体、1,888人がエスターホルツ＝ハウステンベック、1,216人がコールシュテットである。
| 時期           | 人口（人） |
| -------------- | ---------- |
| 1975年12月31日 | 7,166      |
| 1980年12月31日 | 7,435      |
| 1985年12月31日 | 7,362      |
| 1987年5月25日  | 7,217      |
| 1990年12月31日 | 7,635      |
| 1995年12月31日 | 8,194      |

| 時点           | 人口（人） |
| -------------- | ---------- |
| 2000年12月31日 | 8,845      |
| 2005年12月31日 | 9,080      |
| 2008年12月31日 | 8,833      |
| 2012年12月31日 | 8,943      |
| 2014年1月1日   | 9,029      |

## 行政
シュランゲンは州議会選挙ではリッペ III 区（第99選挙区）、連邦議会選挙ではヘクスター＝リッペ II 区（第137選挙区）に属す。

### 町議会

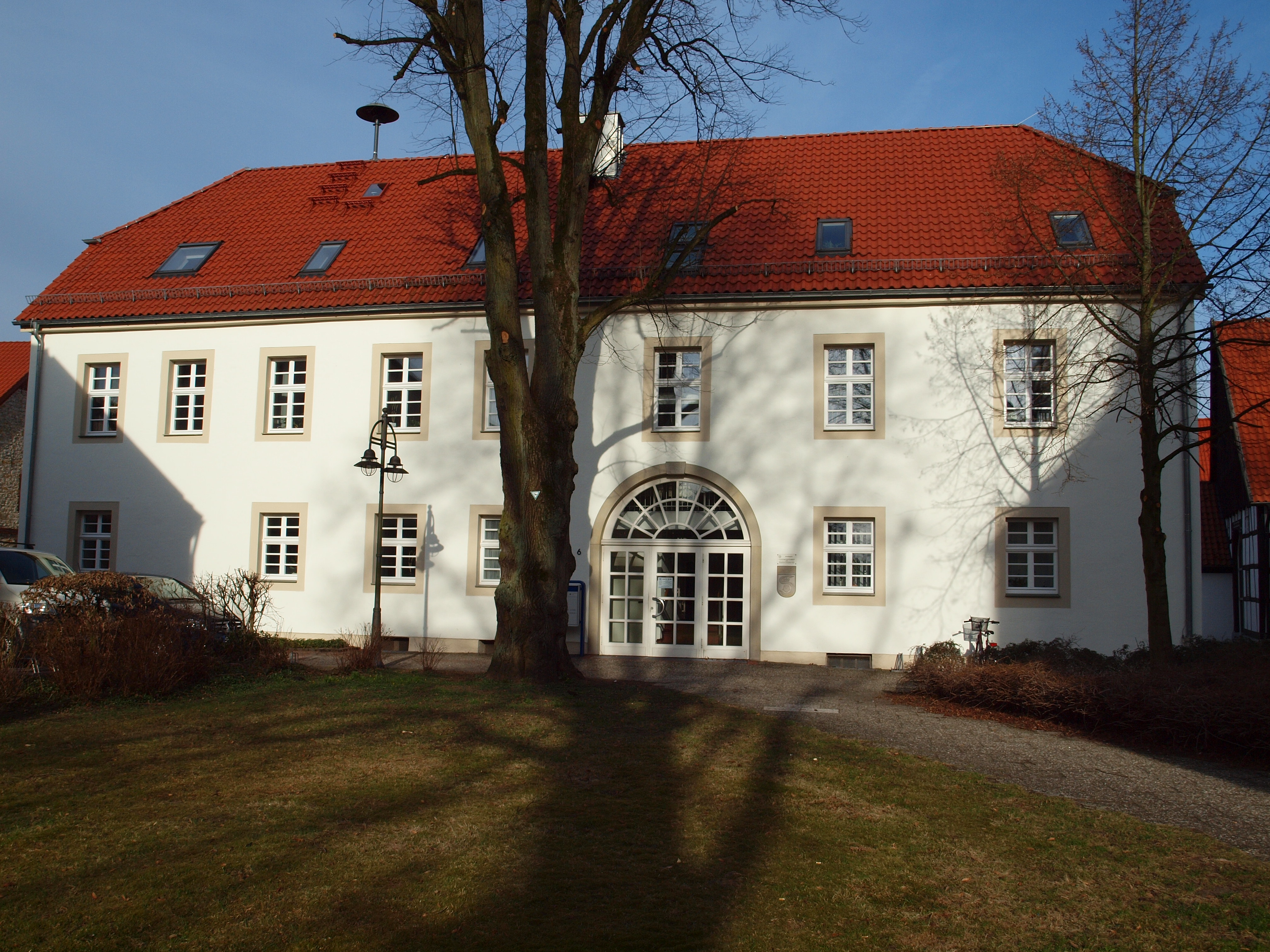
シュランゲンの町役場

シュランゲンの町議会は 26議席からなる。これに町長が議長として加わる。

### 町長
Bürgermeister von Schlangen ist nach der Wahl am 13. September 2020 Marcus Püster (CDU).[26] 
2020年9月27日の町長選挙決選投票で、マルクス・ピュスター (CDU) が 56.97 % の支持票を獲得してシュランゲンの町長に選出された。
- 1994年 - 1999年: フリーデル・ホイヴィンケル (CDU)
- 1999年 - 2004年: ヴェルナー・シュミット
- 2004年 - 2008年: トルステエン・パウルセン
- 2008年 - 2020年: ウルリヒ・クノル (SPD)
- 2020年 - : マルクス・ピュスター

### 紋章と旗
シュランゲン町は、1970年7月16日のデトモルト行政管区長官の文書により、紋章と旗の使用が認可された。
基本条例の§2に記述されている紋章の公式な記述は以下の通りである。「銀地（または白地）に S字状に体をくねらせた青い蛇が、上部では2枚の緑の葉とともに描かれた上向きの金色（または黄色）のオークの実に、下部では金の蘂と萼をもつ5弁のバラ（リッペのバラ）に巻き付いている。」
解説: 蛇は地口 (蛇 = Schlange) に基づく意匠であり、オークの葉と実は、古い村落名「Lanchel」を示している。Lanchelとは、「Langeloh」すなわち「長い森」または「長い窪地」の意味である。リッペのバラは、かつてリッペ侯国に属していたことを示している。
旗の記述: 「長軸沿いに青と白に塗り分けられた（青1 : 白1 : 青2 : 白1 : 青1）地の上に町の紋章が描かれている。」

### 姉妹都市
- ヴィータサーリ（ドイツ語版、英語版、フィンランド語版）（スウェーデン、中央スオミ県）
- ステンジツカ（ドイツ語版、英語版、ポーランド語版）（ポーランド、ポモージェ県）[19]

ドイツ＝フィンランド協会 (DFG) は、1995年にフィンランドの全450市町村に対して、ドイツの市町村との姉妹都市協定に興味があるかどうかアンケート調査を行った。21の市町村が高い関心を示した。シュランゲン町民は早くから DFGと接触しており、フィンランドのアーチストが何度かシュランゲンで公演を行っていた。
DFGはこの町にフィンランドの町との姉妹都市協定を提案し、前向きに受け容れられた。フィンランド中部の町ヴィータサーリが姉妹都市の相手に選ばれた。人口や、木工業を中心とした経済構造が似通っていたことがその理由であった。1998年4月6日にヴィータサーリ議会は姉妹都市協定を可決し、同年10月29日にシュランゲン議会もこれを可決した。1999年3月に代表者がフィンランドの姉妹都市を訪れ、協定文書に署名した。ヴィータサーリからシュランゲンへの文書署名の訪問はこの年の8月に行われた。これ以後、各種クラブや住民たちの相互訪問が不定期に行われている。
2000年にフランツ・プロンジンスキとマリア・プロンジンスキの夫妻が、ポーランド、カシュバイ地方の都市ステンジツカの、18ある地区のうちの1つであるシンバルク(Szymbark) からコールシュテットを訪れた。彼らがコールシュタットの楽隊に出演したことで、シンバルクの民謡グループとコンタクトができた。その結果、訪問、答礼訪問といった友好的な往来が始まった。議員は急いで友好都市協定を結ぶことを提案した。この2つの町は、面積や人口が似ており、約1,000 km 離れている。町長のウルリヒ・クノルとトーマス・ブルゾスコフスキは2011年7月9日にシュランゲンで姉妹都市協定に署名し、同年10月8日にもう一方のステンジツカで調印を行った。

## 文化と見所

### 演劇
シュランゲンには固有の劇場がない。最寄りの劇場は、デトモルト州立劇場、パーダーボルンのヴェストファーレン小劇場、ビーレフェルト劇場である。

### 博物館

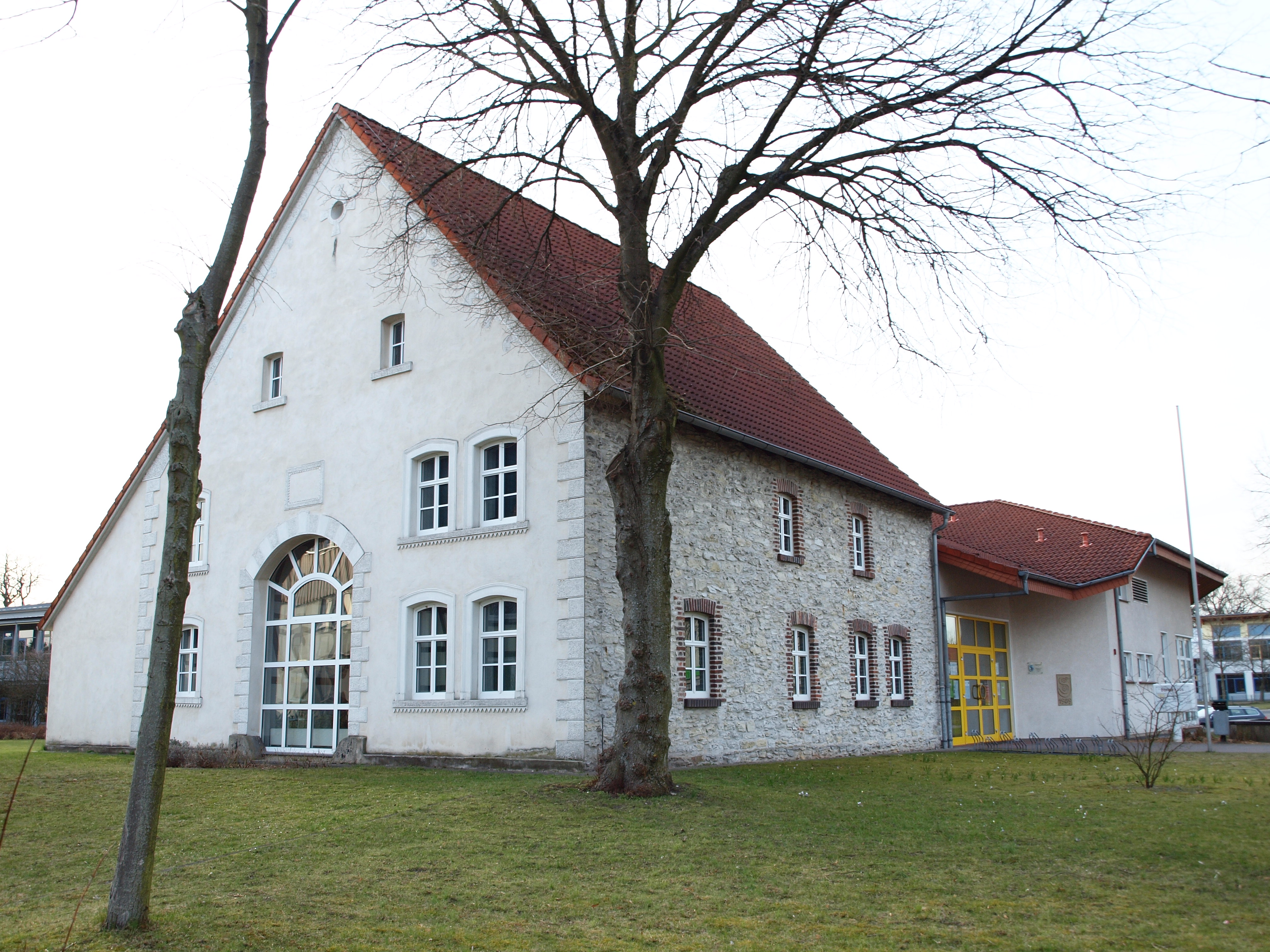
旧フィッシャー邸の村落博物館

1993年から旧フィッシャー邸に「シュランゲン村落博物館」が設けられている。この建物は、1889年に石灰岩の切石で建造された。シュランゲンに住んだ先祖たちを物語る日用品や労働用具など 5,000点以上の展示品がある。展示は、農業、自家畜殺、手工業、織布製造といった部門別になされている。居間、台所、寝室の調度も見られる。
「シュミーデ・メッツ」（メッツ鍛冶店）は1814年に設立された。この鍛冶屋は1975年まで営業しており、2005年に博物館に改装された。元の施設や装置は保存されており見学することができる。
エスターホルツ＝ハウステンベック郷土館は、同名の地区にあり、約210年前の農家に設けられている。ハウスベッカーの部屋では、1939年に廃村となったハウステンベック（現在は軍事演習場の中）の1150年の歴史が紹介されている。

### 音楽
この町の音楽演奏は、3つの合唱クラブおよびコーラスグループ、2つの楽隊および消防団音楽隊が担っている。また、アコーディオンオーケストラやブラスアンサンブルもある。音楽教育に関しては、2005年から私立のシュランゲン音楽学校がある。

### 建造物

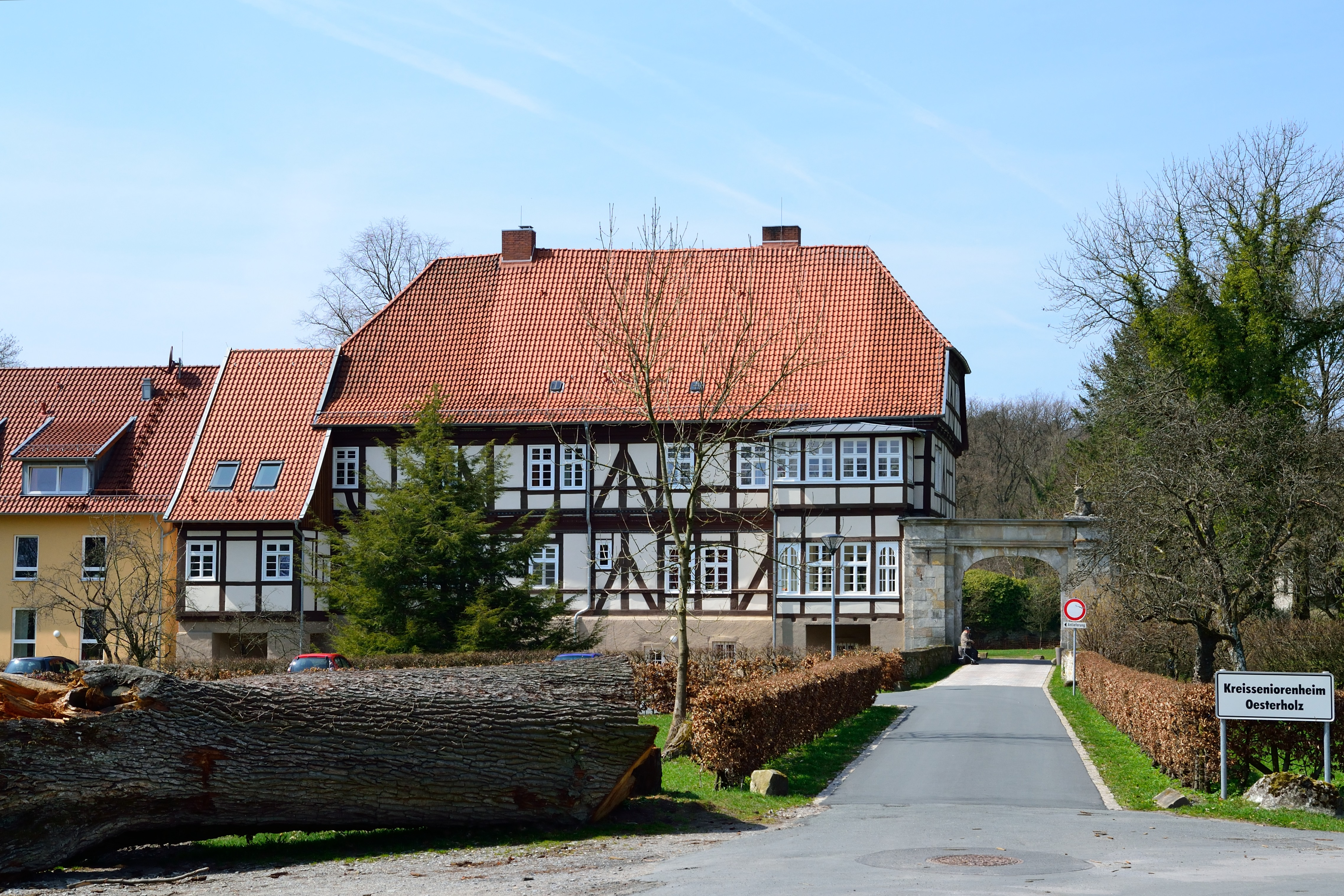
エスターホルツ城

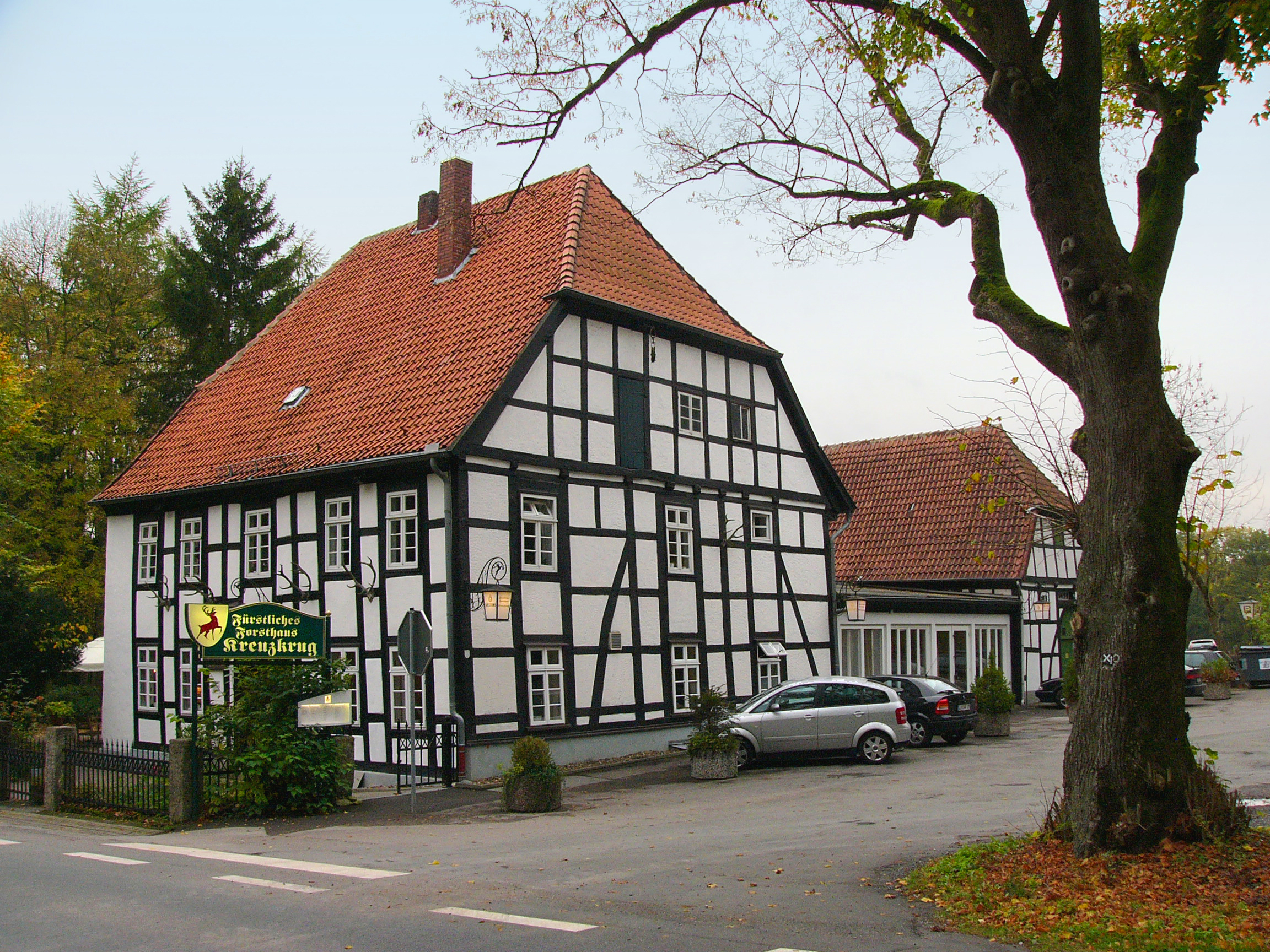
営林署クロイツクルーク

シュランゲン福音主義教会は、その起源を 9世紀または 10世紀にまで遡る。1969年の教会堂の発掘によって1200年頃のロマネスク様式の教会建築の基礎が発見された。教会の南棟は、銘文によれば1590年に増築された。この教会は、1878年の教会堂の解体と新築後、建築家フェルディナント・ルートヴィヒ・アウグスト・メルケルによって現在の姿になった。1970年に教会塔で13世紀のクリストフォロスの壁絵が発見された。これはヴェストファーレンで最も古いクリストフォロスの画像である。
コールシュテット城趾は、おそらくシュヴァーレンベルク伯によって1050年頃にロマネスク様式で領主の城として建設された。この城はシュトローテ川沿いにエッゲ山地を越える通り道を監視するためのものであったと考えられている。この城は14世紀末に蜂起され、その後荒廃していった。現在は、高さ 12 m の西塔の跡と付属建造物の基礎が遺されている。
16世紀末にジーモン6世伯は狩りの城エスターホルツ城を建設した。保存されているのは城の居館である。この 3階建ての木組み建築は1929年から老人ホームに利用されている。この城は 17世紀半ばにヘルマン・アドルフによって拡張された。しかし早くも1770年にはそれらの新しい建物は解体された。建物の跡は、バート・マインベルクのクアハウス「ツア・ローゼ」の建設に用いられた。
18世紀初めに森林監督官ヘルマン・コンラート・クルーゼに居酒屋の権利が与えられ、彼は監督官役所にクロイツクルークを開店した。居酒屋の周辺建造物は林業労働者の宿舎として利用されていた。しかし、借金を背負ったクルーゼ家はこの建物を1782年にこの建物をリッペ侯の財務局に売却しなければならなかった。19世紀に林業と居酒屋業が分離され、クロイツクルークは営林署としてのみ使用されるようになった。現在の建物は1812年に居酒屋が移転した後に建て替えられたものである。
ミューレン通りに、おそらく19世紀の初めに建設された農家がある。この木組み建築は漆喰が格子状に塗られた切妻屋根の建物である。1998年からカフェ、レストラン兼住居として使われている。
コールシュテットの水車はシュランゲンのこの地区に現存する唯一原型のまま遺されている木組み建築である。本館は2階建てで地下室を持つ木組み建築である。南東側にある水車は上部および下部射水式で駆動する。
ハウステンベックのかつての中心部から北東約 500 m にハウステンベッカー塔が建っている。この塔は、1941年に演習する軍隊を監視するために建設された。現在は鳥類保護に利用され、様々な猛禽類の営巣場所となっている。この塔はビューレン＝ブレンケン地区の聖キリアン教会の教会塔をモデルに造られた。
デトモルト南部地域を研究していたアマチュア民俗学者ヴィルヘルム・トイトは、エスターホルツのホーフ・ギールケにゲルマン人の宗教施設または教育施設があったと説いた。ここはヘーティ修道院があった場所でもある。トイトはさらに、コールシュテットのヒューネン教会はゲルマン起源であると主張した。もしかすると、タキトゥスがヴェレダと呼んだ女性祭司の塔があった場所かもしれないというのである。専門調査の結果、こうしたトイトの説は否定された。
- コールシュテットの水車
- ハウステンベッカー塔

### 公園
この町はトイトブルクの森/エッゲ山地自然公園内に位置している。

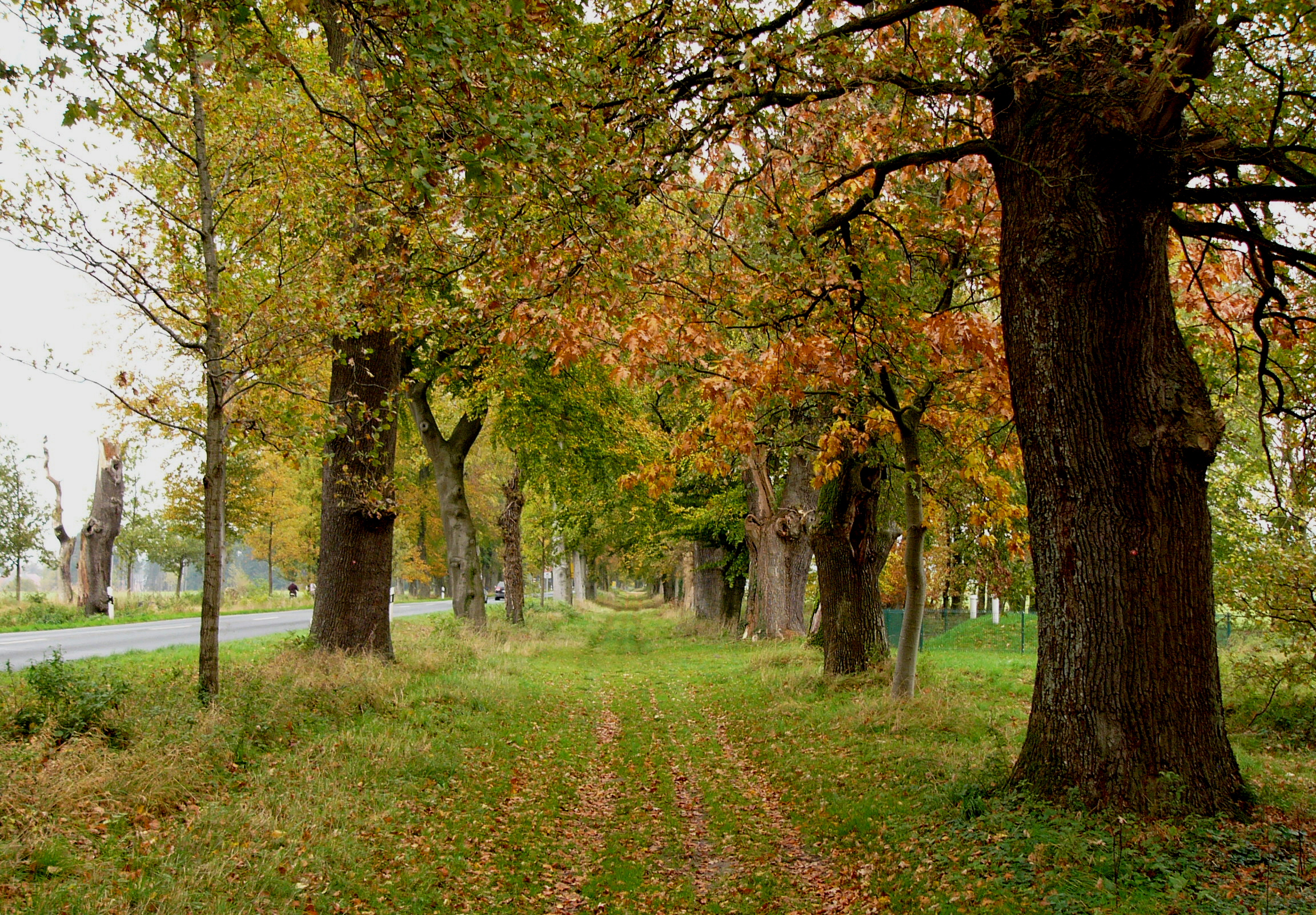
フュルステンアレー

町内には 3つの公園がある。一般公開されていない広さ約 7.5 ha のグーツパルク・シュテルンホーフ、やはり一般公開されていない広さ 1 haのエステルンホルツ城館庭園、そしてフュルステンアレーである。

### 自然文化財と自然保護区

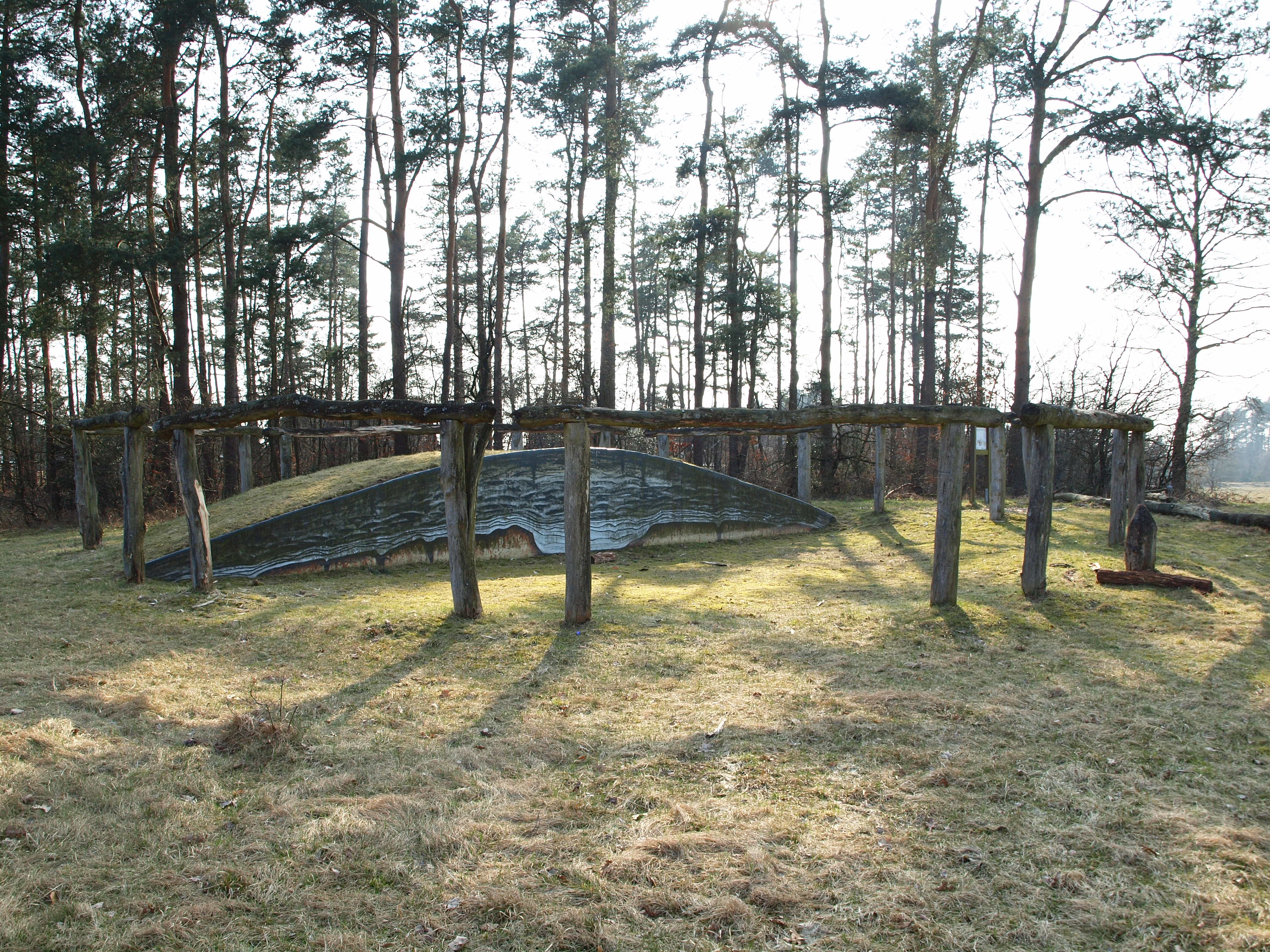
考古学の学習路上エスターホルツ＝ハウステンベック地区にある墳丘墓

州道 L937号線の一部であるフュルステンアレーはリッペ地方で最も美しいオークの並木道であるとされている。この並木道は自然文化財と公園の両方に登録されている。内側の並木はノルトライン＝ヴェストファーレン州道路建設局、外側の並木はリッペ地方連盟の所有である。
自然文化財と自然保護区に指定されているホールシュタイヘーレは全長約 185 m の天然の洞窟である。入口付近は高さ 4 m、幅 0.5 m から 1 m ほど、玉石で覆われた下りである。30 m ほど狭いカ所が続いた後、穴が広がり ２の部屋が続く。奥の入ることが困難な部屋には石筍が形成されている。一般の立ち入りは、わずかな例外を除き禁止されている。これは自然文化財であるとともにコウモリの巣となっているためである。
シュランゲン町内には、一部がかかるものも合わせて全部で 8つの自然保護区がある。既述のホールシュタイヘーレの他、シュトローテ低地（約 95.8 ha）、シュランゲン湿地（約 8.4 ha）、エムケンタール（約 20.7 ha）、ゼンネ北部およびエスターホルツ（約 18 ha）、シュヴェーデンシャンツェ含むエスターホルツ沼沢地（約 38.8 ha）、シュヴェーデンシャンツェ自体（約 0.8 ha）とトイトブルクの森東部（約 2,323 ha）である。
トイトブルクの森/エッゲ山地自然公園内エスターホルツ地区に、1982年に考古学の学習路が設けられた。この学習路は青銅器時代の墳墓群を通る短い環状コースである。全部で 10基の墳丘墓をめぐるのだが、そのいくつかはほとんど見分けられない状態である。分かりやすい状態の墳墓1基と、復元された2基の前に解説板が設置されており、青銅器時代の状態を概説している。

### スポーツ
シュランゲンの屋外プールには、50 m プール、高さ 1 m と 3 m の飛び込み台、遊泳プールと分離された遊泳禁止区域、ウォータースライダーがある。日光浴用の芝生や卓球台やテーブル・フットボールといった施設もある。
シュランゲンには、400 m のランニングトラックとクラブハウスを有する人工芝の運動場がある。

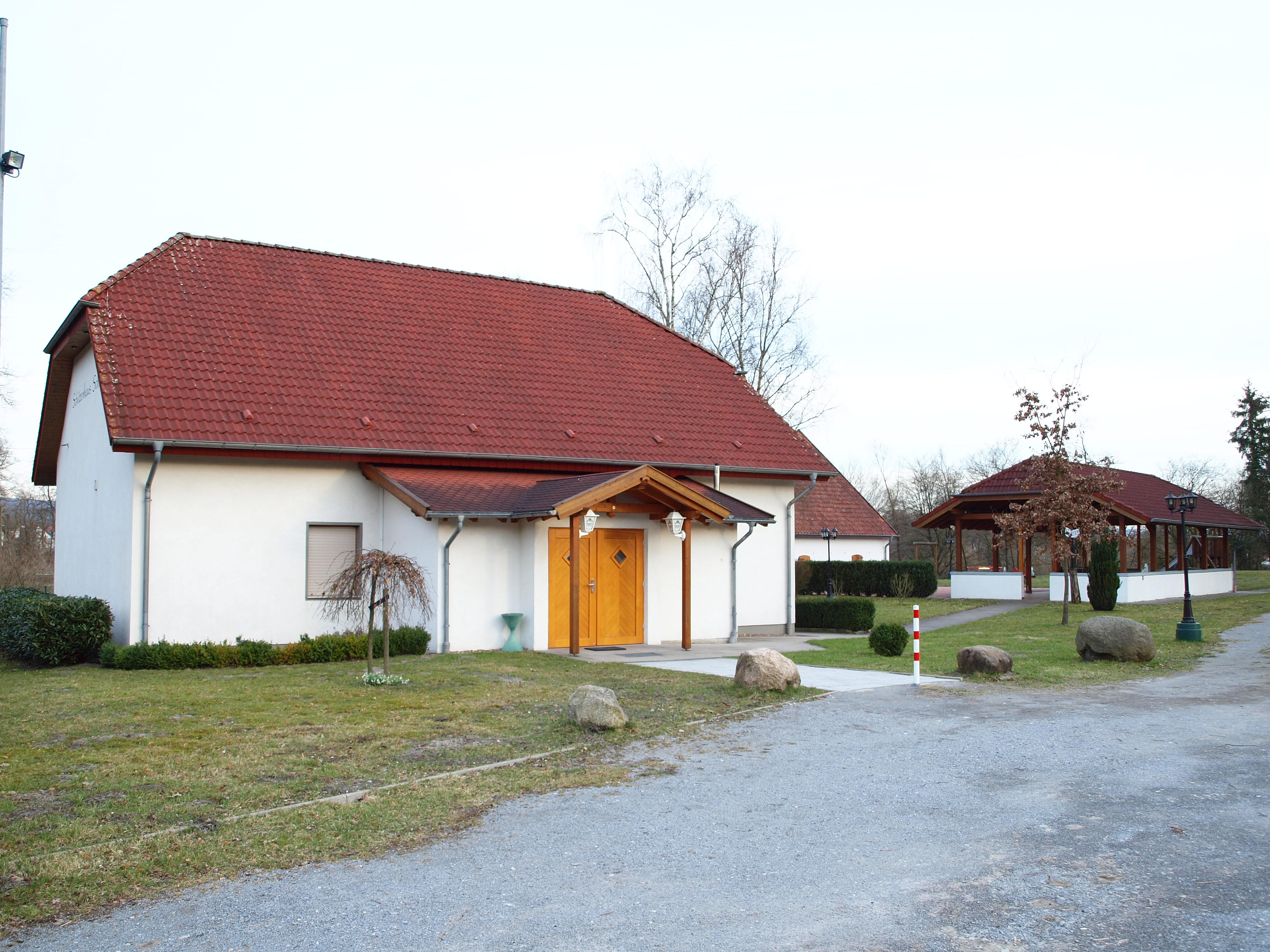
ミューレン通りの射撃ハウス

この町の 3つの地区にはそれぞれ 1つずつ総合スポーツクラブがある。町内には、3つの乗馬クラブの他にスポーツフィッシングクラブ、サッカークラブ、クナイプ・クラブ、模型飛行機クラブ、モータースポーツ・クラブ、射撃スポーツグループ、ハンドボールクラブ、ダンスサークル、テニスクラブが 1つずつある。さらにドイツ人命救助教会 (DLRG) の地区グループがある。ほとんどのスポーツクラブがシュランゲンスポーツ連盟に加盟している。またシュランゲンには 3つのスティール・ティップ・ダーツクラブがある。

### 年中行事
奇数年ごとにハウステンベック地区でハウステンベッカー・トレッフェンが開催される。これはハウステンベッカーの老人とその友人とを再会させるイベントである。このイベントはエスターホルツ＝ハウステンベック郷土・交通協会によって運営されている。

### 名物料理・食材
リッピシャー・ピッケルトは、イースト、小麦粉、ジャガイモから作られる小さな焼き菓子で、レーズンを入れてフライパンで焼く。ピッケルトは、有塩バター、テンサイのシロップ、マーマレード、レバーペーストを塗って食べる。

## 経済と社会資本
シュランゲンは、ブロムベルク、ホルン＝バート・マインベルク、リュクデ、シーダー＝シュヴァーレンベルクおよびシュランゲンの連合体であるリッペ南部統一地方開発コンセプトに属している。

### 交通

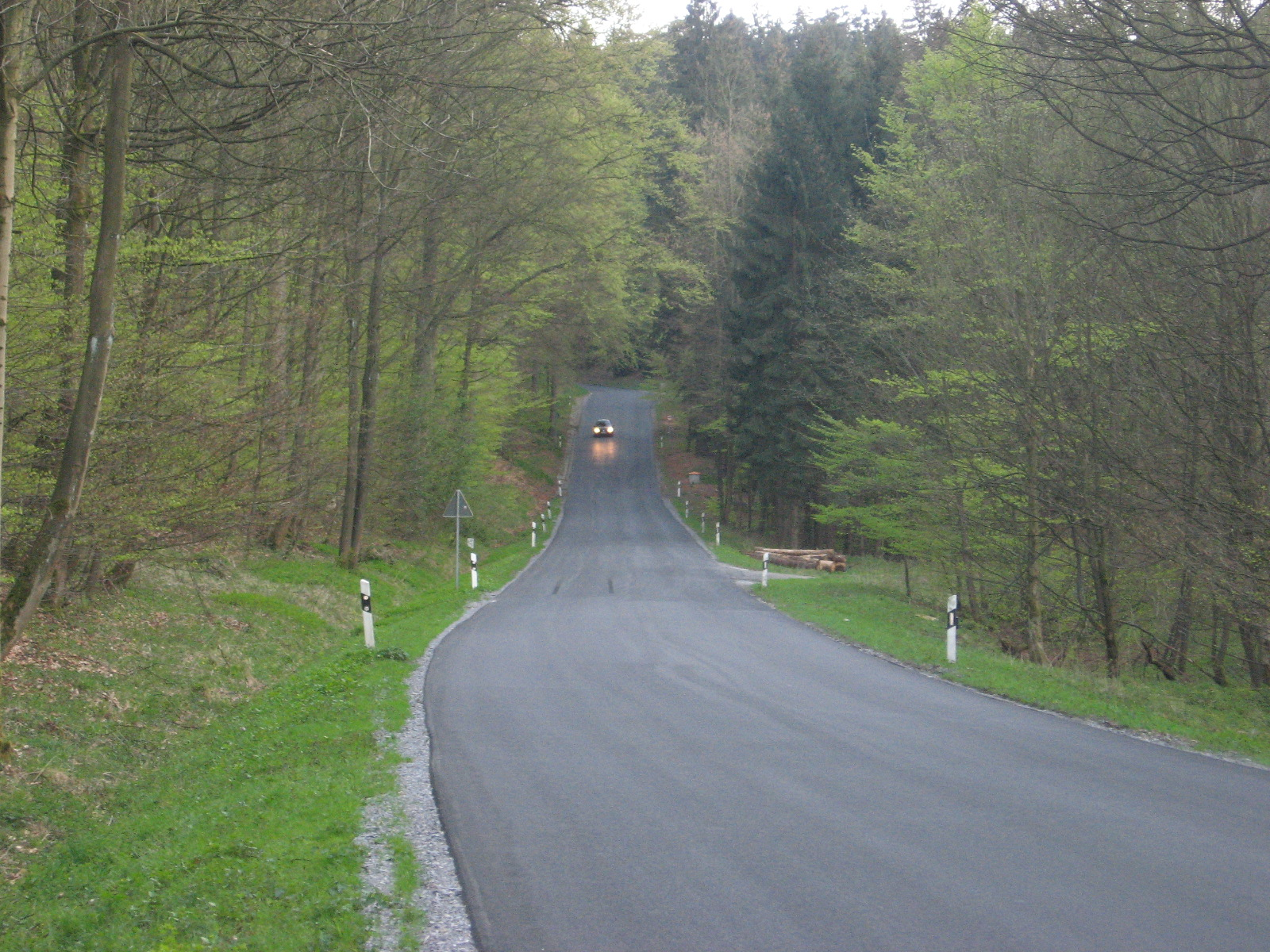
ガウゼケーテの峠道

シュランゲンは連邦道 B1号線沿いに位置しており、南西からはパーダーボルン、北東からはヒルデスハイムを経由してアクセスできる。北は州道 L937号線のガウゼケーテの峠道を通ってデトモルトに至る。東は郡道 K98号線がホルン＝バート・マインベルクのフェルトロム地区に通じている。西方面への交通は制限されている。ゼンネ軍事演習場を通る道は時々しか開いていない。
最寄りの長距離鉄道の駅は、約 15 km 離れたパーダーボルン中央駅と約 16 km 離れたアルテンベーケン駅である。ヘルフォルト - アルテンベーケン線の近郊鉄道駅であるホルン＝バート・マインベルク駅は約 13 km の距離にある。
シュランゲンは、地方バス路線 450系統 パーダーボルン - バート・リップシュプリンゲ - ホルン線が毎日運行している。平日、パーダーボルンへは 20分間隔で運行している。
最寄りの空港は、32 km 離れたパーダーボルン/リップシュタット空港である。
シュランゲン町内を、広域遊歩道ヘルマンスヴェークおよび自転車道のレーマールートやゼンネ＝ラートヴェークがある。

### メディア
シュランゲンには地方紙が 2紙ある。ビーレフェルトのノイエ・ヴェストフェリッシェと提携しているリッピシェ・ランデス＝ツァイトゥングと、ヴェストファーレン＝ブラットの地方版であるシュレンガー・ツァイトゥングである。
シュレンガー・ボーテは、シュランゲン、バート・リップシュプリンゲ、パーダーボルン北部のマリエンロー市区、ベンハウゼン市区、ノイエンベーケン市区およびホルン＝バート・マインベルク西部のフェルトロム市区向けの月刊誌である。シュレンガー・ボーエにはシュランゲンの歴史に関する論説が定期的に掲載されている。ブリックプンクト＝シュランゲンはやはり月刊誌でエスターホルツ＝ハウステンベックやコールシュテットを含むシュランゲンおよびバート・リップシュプリンゲ向けに刊行されている。
シュランゲンは、西部ドイツ放送ビーレフェルト・スタジオやローカルラジオ局ラジオ・リッペのサービスエリアである。

### 公共機関
シュランゲン自衛消防団は 3つの消防隊・グループからなる。また、若者の育成のために青年消防団がある。さらに消防団は固有の音楽隊も有している。各地区の消防隊には、それぞれ 1台の消防車と救急車がある。中央消防署の消防隊には、さらに重症者用救急車、ホース車、初動用軽自動車が配備されている。
シュランゲン施設局は町の上水供給を担っている。施設局は、下水処理や屋外プールのための私企業も運営している。
町立図書館は1938年から存在している。この図書館には約 11,300点のメディアがある。
町は旧音楽学校に青年集会場「ホーフ・ドミノ」を運営している。ここでは青少年向けのイベントが定期的に開催されている。

### 教育

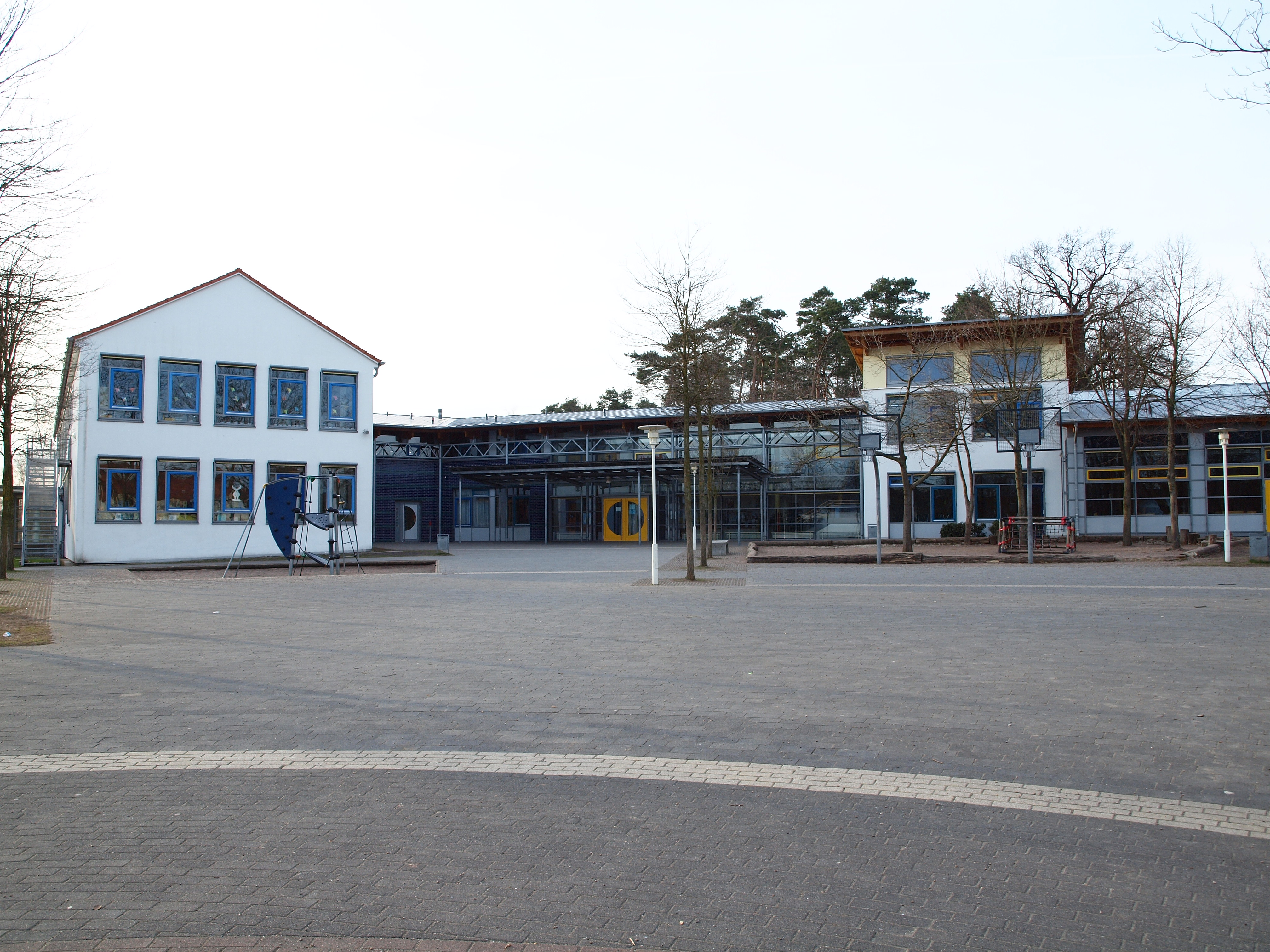
基礎課程学校（左）と町立図書館

シュランゲン町は基礎課程学校 2校と本課程学校 1校の経営母体である。これ以外は周辺都市の学校を利用しなければならない。2013年10月15日現在、シュランゲンの学校には合計 515人の生徒がおり、このうち 61.7 % が基礎課程学校、38.3 % が本課程学校である。
2004年末までこの町は音楽学校も運営していたが、2005年1月1日に民間経営者に譲渡された。成人教育はデトモルト市民大学が担っている。この市民大学はホルン＝バート・マインベルクおよびシュランゲン住民もその対象としている。

### 地元企業
シュランゲンには 210の企業があり、合わせて 1,646人の従業員がいる。最も大きな部分を占めるのは製造業で 約 61 %（= 1,007人）が従事している。中心は家具製造業と木工業である。23 %（= 373人）がサービス業、16 % が商業に従事している。残りの 10人は農林業に従事している。シュランゲンには、シュランゲン国民銀行がある。

## 引用
1. ↑  Bevölkerung der Gemeinden Nordrhein-Westfalens am 31. Dezember 2023 – Fortschreibung des Bevölkerungsstandes auf Basis des Zensus vom 9. Mai 2011
2. ↑  Geowissenschaftliche Gemeindebeschreibungen NRW: Schlangen（2014年10月28日 閲覧）
3. ↑  Erdwärme nutzen: Geothermiestudie liefert Planungsgrundlage（2014年10月28日 閲覧）
4. 1 2  ノルトライン＝ヴェストファーレン州データ管理・統計局: Kommunalprofil Schlangen
5. ↑  
“1961年から1990年の平均気象データ”. 2014年10月28日閲覧。
6. 1 2 3 4 5 6 7 8 9 10  Hans Winter: Von der Nonne Oda bis zur Gegenwart - 975 Jahre Schlangen, in Heimatland Lippe, September 1990, pp 268 - .
7. ↑  Wilhelm Süvern: Der Gemeindebote, Heft 9 vom 30. Oktober 1958
8. ↑  Erich Knittel: Heimatchronik des Kreises Lippe, pp. 275 - . Archiv für deutsche Heimatpflege GmbH, Köln 1978.
9. ↑  Heinz Meyer: Damals - Der Zweite Weltkrieg zwischen Teutoburger Wald Weser und Leine, p. 111. Verlag K.W. Schütz KG, Preußisch Oldendorf 1980. ISBN 3-87725-094-7
10. ↑  Geltende Gesetze und Verordnungen (SGV. NRW.)（2014年10月28日 閲覧）
11. ↑  Martin Bünermann, Heinz Köstering: Die Gemeinden und Kreise nach der kommunalen Gebietsreform in Nordrhein-Westfalen. Deutscher Gemeindeverlag, Köln 1975, ISBN 3-555-30092-X.
12. ↑  Lippische Landeskirche（2014年10月29日 閲覧）
13. ↑  Erzbistum Paderborn: Dakanat Paderborn（2014年10月29日 閲覧）
14. ↑  Schüler an allgemein bildenden Schulen in NRW nach der Religionszugehörigkeit（2014年10月29日 閲覧）
15. ↑  Schlangen in Zahlen（2014年10月29日 閲覧）
16. ↑  ノルトライン＝ヴェストファーレン州選挙管理委員会: 2014年の町議会選挙結果（2014年10月29日 閲覧）
17. ↑  “Bürgermeisterstichwahl Gemeinde Schlangen 27.09.2020”. 2022年10月30日閲覧。
18. 1 2  Hauptsatzung der Gemeinde Schlangen im Kreis Lippe（2014年10月31日 閲覧）
19. ↑  Schlangen: Städtepartnerschaften（2014年10月31日 閲覧）
20. ↑  Schlangen: Dorfmuseum Schlangen（2014年10月31日 閲覧）
21. ↑  Lippe marketing: Alte Schmiede Mötz in Schlangen（2014年10月31日 閲覧）
22. ↑  Schlangen: Heimathaus Oesterholz-Haustenbeck（2014年10月31日 閲覧）
23. ↑  Schlänger Geschichte（2014年10月31日 閲覧）
24. ↑  Burgruine Kohlstädt（2014年10月31日 閲覧）
25. 1 2  LWL:  Jagdschloss Oesterholz, Schlangen（2014年10月31日 閲覧）
26. ↑  LWL: Gut Sternhof, Schlangen（2014年11月1日 閲覧）
27. ↑  LWL:  Fürstenallee, Schlangen（2014年11月1日 閲覧）
28. ↑  Manfred Bromba: Fotodokumentation der Hohlsteinhöhle（2014年11月1日 閲覧）
29. ↑  Schlangen: Archäologischer Lehrpfad（2014年11月1日 閲覧）
30. ↑  Gemeindewerke Schlangen: Freibad（2014年11月1日 閲覧）
31. ↑  Schlangen: Sportvereine（2014年11月1日 閲覧）
32. ↑  Lipperland.de: Rezept Lippischer Pickert（2014年11月1日 閲覧）
33. ↑  Bezirksregierung Detmold: Integrierte ländliche Entwicklungskonzepte（2014年11月1日 閲覧）
34. ↑  Nahverkehrsverbund Paderborn/Höxter（2014年11月1日 閲覧）
35. ↑  Wanderwege im Teutoburger Wald（2014年11月1日 閲覧）
36. ↑  Die Römer-Lippe-Route（2014年11月1日 閲覧）
37. ↑  Senne-Radweg（2014年11月1日 閲覧）
38. ↑  リッピシェ・ランデス＝ツァイトゥングの On-line版（2014年11月1日 閲覧）
39. ↑  Westfalen-Blatt（2014年11月1日 閲覧）
40. ↑  Schlänger Bote（2014年11月2日 閲覧）
41. ↑  Schulangen-Online: Standort（2014年11月2日 閲覧）
42. ↑  Volksbank Schlangen eG（2014年11月2日 閲覧）